# نمودار توالی (UML)

نمودار توالی بررسی ایمیل‌های جدید

نمودار توالی (به انگلیسی: Sequence Diagram) یکی از نمودارهای زبان مدل‌سازی یکپارچه است که روندی در یک پروژه را مرحله به مرحله نشان می‌دهد.
این نمودار زمانی مفید است که بخواهید روند منطقی یک سناریو را به نمایش بگذارید.